# Gran Premi d'Austràlia del 2020
El Gran Premi d'Austràlia de Fórmula 1, la primera carrera de la temporada 2020 ès disputá al Circuit d'Albert Park, de Melbourne, entre els dies 13 al 15 de març de 2020.

## Precedents
La cursa va ser contestat degut al impacte de la proliferació del Coronavírus al voltant del planeta, en què s'estan cancel·lant esdeveniments de països on té més incidència, com el Gran Premi de la Xina i diverses curses de MotoGP. El Gran Premi d'Austràlia s'allibera d'acord amb el departament de salut de Victòria.

## Qualificació
La qualificació es va celebrar el dia 14 de març.
Notes

- ^1

## Resultats després de la cursa
La cursa va ser realitzada en el dia 15 de març.
.
Notes

- ^1

## Classificació després de la cursa
| Pos. | Pilot | Punts | Canvis |
| ---- | ----- | ----- | ------ |
| 1    | None  | 0     | =      |
| 2    | None  | 0     | =      |
| 3    | None  | 0     | =      |
| 4    | None  | 0     | =      |
| 5    | None  | 0     | =      |

| Pos. | Constructor | Punts | Canvis |
| ---- | ----------- | ----- | ------ |
| 1    | None        | 0     | =      |
| 2    | None        | 0     | =      |
| 3    | None        | 0     | =      |
| 4    | None        | 0     | =      |
| 5    | None        | 0     | =      |